# استاکتون راش
ریچارد استاکتون‌ راش (انگلیسی: Richard Stockton Rush; ۳۱ مارس ۱۹۶۲ – ۱۸ ژوئن ۲۰۲۳) کارآفرین اهل ایالات متحده آمریکا بود. او بیشتر به عنوان یکی از بنیانگذاران و مدیر اجرایی شرکت اکتشاف در اعماق دریا اوشن‌گیت شناخته می‌شد.
پس از فارغ‌التحصیلی از دانشگاه پرینستون، راش برای مک‌دانل داگلاس به عنوان مهندس آزمایش پرواز در برنامه F-15 آنها کار کرد. او بعداً برای فناوری‌های بلوویو و موزه پرواز در ظرفیت‌های مختلف کار کرد.[۱] در سال ۲۰۰۹، راش اوشن‌گیت را با Guillermo Söhnlein ایجاد کرد و تنها بنیانگذار اوشن‌گیت پس از خروج Söhnlein در سال ۲۰۱۳ بود.

در ۱۸ ژوئن ۲۰۲۳، او به همراه چهار نفر دیگر در کشتی زیردریایی اوشن‌گیت کشته شد که در حین تلاش برای بازدید از لاشه کشتی تایتانیک در اقیانوس اطلس شمالی منفجر شد.